# Hôtel Piquois
L’hôtel Piquois, anciennement hôtel de Vaucenay, est un hôtel particulier situé au 41 rue des Fossés, à Laval, dans le département de la Mayenne.

## Histoire
Le négociant Jean-Baptiste Piquois est acquéreur de l'ancien hôtel Vaucenay en 1771. L'hôtel Piquois fut construit sur cet emplacement pour Jean-Baptiste Piquois en 1772. L'hôtel, ainsi que les magasins servant pour son négoce de toile, est réalisé par les architectes Pierre Pommeyrol et Denis Pampelune. 